# Weier- und Winterbach
Koordinaten: 50° 41′ 10″ N, 8° 7′ 33″ O
Das Naturschutzgebiet Weier- und Winterbach liegt auf dem Gebiet der Gemeinde Burbach im Kreis Siegen-Wittgenstein in Nordrhein-Westfalen.
Das etwa 160 ha große Gebiet, das im Jahr 1943 unter der Schlüsselnummer SI-003 unter Naturschutz gestellt wurde, erstreckt sich südöstlich des Kernortes Burbach und südwestlich von Oberdresselndorf, einem Ortsteil von Burbach. Nordwestlich liegt der Siegerland Flughafen, westlich verläuft die B 54. Am westlichen und südlichen Rand des Gebietes verläuft die Landesgrenze zu Rheinland-Pfalz, am östlichen Rand fließt der Ketzerbach und am südöstlichen Rand verläuft die Landesgrenze zu Hessen. Dort liegt auch das Dreiländereck zwischen Hessen, Nordrhein-Westfalen und Rheinland-Pfalz. Östlich und südlich – auf hessischem Gebiet im Lahn-Dill-Kreis – erstreckt sich das etwa 57 ha große Naturschutzgebiet Rabenscheider Holz.